# Riksäldste
Riksäldste eller statsäldste (estniska riigivanem, från riik, "stat", och vanem, "äldste") var titeln för Estlands statschef under självständighetsåren från 1920 till och med 1937. Riksäldsten var under 1920 års konstitution även regeringschef, men denna roll övergick till Estlands premiärminister när premiärministerämbetet inrättades 1934 under 1933 års konstitution. Samtidigt blev riksäldstens roll mer presidentlik. Ämbetet var vakant under Konstantin Päts auktoritära regering mellan 1934 och 1937, då Päts sköt upp valet av riksäldste och titulerade sig "premiärminister med riksäldstes uppgifter" (Peaminister Riigivanema ülesannetes). Ämbetet avskaffades och rollen övertogs av Estlands president i samband med 1938 års konstitution.

## Lista över riksäldstar
| Nr | Namn                  | Porträtt | Ämbetsperiod                        |
| -- | --------------------- | -------- | ----------------------------------- |
| 1  | Ants Piip             |          | 20 december 1920 - 25 januari 1921  |
| 2  | Konstantin Päts       |          | 25 januari 1921 - 21 november 1922  |
| 3  | Juhan Kukk            |          | 21 november 1922 - 2 augusti 1923   |
| 4  | Konstantin Päts       |          | 2 augusti 1923 - 26 mars 1924       |
| 5  | Friedrich Akel        |          | 26 mars 1924 - 16 december 1924     |
| 6  | Jüri Jaakson          |          | 16 december 1924 - 16 december 1925 |
| 7  | Jaan Teemant          |          | 15 december 1925 - 9 december 1927  |
| 8  | Jaan Tõnisson         |          | 9 december 1927 - 4 december 1928   |
| 9  | August Rei            |          | 4 december 1928 - 9 juli 1929       |
| 10 | Otto August Strandman |          | 9 juli 1929 - 12 februari 1931      |
| 11 | Konstantin Päts       |          | 12 februari 1931 - 19 februari 1932 |
| 12 | Jaan Teemant          |          | 19 februari 1932 - 19 juli 1932     |
| 13 | Karl August Einbund   |          | 19 juli 1932 - 1 november 1932      |
| 14 | Konstantin Päts       |          | 1 november 1932 - 18 maj 1933       |
| 15 | Jaan Tõnisson         |          | 18 maj 1933 - 21 oktober 1933       |
| 16 | Konstantin Päts       |          | 21 oktober 1933 - 3 september 1937  |